# Themed Entertainment Association
La Themed Entertainment Association (usuellement abrégée par le terme TEA) est une association à but non lucratif de droit américain (501c6) fondée en 1991 à l’initiative de Monty Lunde, un spécialiste des effets spéciaux dans le milieu des parcs à thèmes aux États-Unis. Sa mission est de représenter les intérêts des entreprises et entrepreneurs individuels qui œuvrent dans la création, la conception, le développement et la production d'expériences et de lieux au sein de l'industrie du divertissement thématique, notamment dans le milieu des parcs d'attractions, des musées et des spectacles.
Parmi les principales initiatives lancées par la TEA depuis sa création figurent les Thea Awards, le colloque SATE ou encore le comité TEA Next-Gen. L'association publie également depuis 2008 le Theme Index, un rapport annuel sur la fréquentation des principaux parcs d'attractions – étendu également aux principaux musées depuis 2012 – en partenariat avec le bureau d'études AECOM.

## Organisation
La Themed Entertainment Association compte plus de 1.000 membres dans le monde. Elle est dirigée par un comité de direction épaulé par un conseil d'administration international. Son siège social est basé dans la ville de Burbank en Californie, tandis que quatre divisions territoriales – Amérique du Nord (scindé en deux : Ouest et Est), Europe & Moyen-Orient ainsi que Asie-Pacifique – complètent l'organigramme. Les actions locales de chaque division sont pilotées par des conseils d'administration composés de membres influents dans ces régions. Enfin, une équipe permanente est chargée de la gestion opérationnelle de l'association, notamment la coordination des différents événements et la communication.

## Thea Awards
Les Thea Awards sont des récompenses décernées annuellement et depuis 1994 par la Themed Entertainment Association. Elles ont pour objectif de reconnaître et d'honorer l'excellence et les innovations majeures – qu'elles soient technologiques ou artistiques – réalisées dans l'industrie du divertissement thématique.
Étant donné le caractère particulier du processus de candidature et de sélection des lauréats, le nombre de projets nommés (ainsi que leur catégorie) n'est pas fixe selon les années. Néanmoins, chaque palmarès annuel des Thea Awards présente deux prix uniques : le Buzz Price Thea Award (anciennement Lifetime Achievement Award) – qui récompense une personnalité de l'industrie pour l'ensemble de sa carrière – et le Thea Classic qui reconnaît un projet spécifique pour sa créativité et son originalité. Les autres lauréats sont récompensés par un Thea Award for Outstanding Achievement.

### Histoire
Peu de temps après la création de l'association, Monty Lunde imagine une récompense dont l'objectif sera de distinguer les personnalités de l'industrie du divertissement thématique. Ce dernier considérait en effet à l'époque que cette industrie regorgeait de professionnels talentueux dont le travail était pourtant méconnu. Début 1994, il se réunit avec trois membres de la première heure - Bob Rogers, Pat Scanlon et Barry Howard - dans un restaurant à San Fernando pour choisir le premier lauréat. Le prix est attribué à Harrison Price, l'économiste qui conseilla notamment à Walt Disney le lieu d'implantation de son premier parc à thèmes Disneyland à Anaheim.
En 1996, la troisième édition est un tournant majeur dans l'histoire des Thea Awards. La TEA décide d'introduire une nouvelle catégorie de prix, les Awards for Outstanding Achievement (littéralement : récompenses pour des réalisations exceptionnelles) afin d'honorer les projets les plus remarquables de l'année écoulée. Une dizaine de lauréats sont annoncés parmi lesquels les attractions Space Mountain : De la Terre à la Lune à Disneyland Paris et Indiana Jones Adventure, the Temple of the Forbidden Eye à Disneyland. Cette année-là, le jury décide également de remettre un prix spécial à Monty Lunde. La quatrième édition en 1997 voit l'arrivée d'une nouvelle récompense, baptisée Thea Classic, qui a pour objectif de distinguer chaque année un projet spécifique ayant marqué l'histoire de l'industrie du divertissement thématique. Le premier lauréat est la version originale de l'attraction Pirates of the Caribbean ouverte en 1967 à Disneyland.

### Processus de sélection
Les lauréats des Thea Awards sont nommés par un comité d'experts composé d'une vingtaine de membres de la TEA – notamment la plupart des précédents lauréats du Buzz Price Thea Award – sur la base de dossiers de candidature. Toute personne peut donc suggérer au comité le nom d'une personnalité ou d'un projet et ce, même si celle-ci n'est pas membre de l'association ou n'est pas associée avec le projet ou la personnalité qu'elle soutient. Une centaine de dossiers en moyenne sont évalués chaque année.
Dans le cas des Thea Awards for Oustanding Achievements, le projet doit répondre à plusieurs critères de sélection pour que la candidature soit acceptée, notamment que la date d'ouverture au public (ou la date de création dans le cas d'un événements d'un jour, d'un spectacle ou d'une technologie) soit comprise dans une période d'une année avant et après la date limite de dépôt des dossiers qui est fixée au début de l'été. A titre d'exemple, le palmarès de l'année 2014 peut donc contenir le nom d'un projet ouvert en 2013.
Une fois que le comité a effectué sa sélection, la liste définitive des lauréats est approuvée par le conseil d'administration international de l'association avant d'être publiquement dévoilée au moment du salon professionnel IAAPA Attractions Expo à l'automne. Les Thea Awards sont remis officiellement lors d'une soirée de gala organisée lors du colloque annuel de l'association (le TEA Summit) au début du printemps de l'année suivant l'annonce des résultats. La cérémonie est organisée traditionnellement dans l'un des hôtels du complexe de Disneyland Resort en Californie et met en scène plusieurs personnalités de l'industrie.

### Palmarès

#### Buzz Price Thea Award
Baptisé à l'origine Lifetime Achievement Award, ce prix est décerné à une personne qui a contribué de manière significative, au cours de sa carrière, à des projets qui ont façonné l'industrie du divertissement thématique, dont les réalisations ont démontré les plus hauts standards d'excellence et qui peut être considérée comme un chef de file au sein de la communauté de cette même industrie.
En 2011, alors que le palmarès de la 17e édition est dévoilé, la TEA annonce que le prix est renommé Buzz Price Thea Award en l'honneur du surnom familial « Buzz » du premier lauréat Harrison Price. La mention Recognizing a Lifetime of Distinguished Achievements – « en reconnaissance d'une vie de réalisations remarquables » – accompagne désormais l’intitulé complet de la récompense.
Malgré son cachet prestigieux, le Buzz Price Thea Awards n'a été remis qu'à 20 reprises au cours des 21 éditions des Thea Awards, le jury n'ayant pas annoncé de lauréat lors du septième palmarès en l'an 2000. Le français Yves Pépin, créateur de spectacles multimédia et fondateur de la société ECA2, est le seul lauréat non-américain à avoir obtenu la récompense depuis 1994.
| Édition    | Lauréat                 | Rôle majeur au sein de l'industrie                                             |
| ---------- | ----------------------- | ------------------------------------------------------------------------------ |
| 1er (1994) | Harrison « Buzz » Price | Ancien cadre de The Walt Disney Company                                        |
| 2e (1995)  | Marty Sklar             | Imagineer à Walt Disney Imagineering                                           |
| 3e (1996)  | Monty Lunde             | Fondateur de Techniflex                                                        |
| 4e (1997)  | Don Iwerks              | Imagineer à Walt Disney Imagineering                                           |
| 5e (1998)  | John Hench              | Imagineer à Walt Disney Imagineering                                           |
| 6e (1999)  | Bob Gurr                | Imagineer à Walt Disney Imagineering                                           |
| 8e (2001)  | Tony Baxter             | Imagineer à Walt Disney Imagineering                                           |
| 9e (2002)  | Jon Jerde               | Fondateur de The Jerde Partnership                                             |
| 10e (2003) | George Millay           | Fondateur de SeaWorld et Wet'n'Wild                                            |
| 11e (2005) | Barry Upson             | Cofondateur d'Universal Creative                                               |
| 12e (2006) | Yves Pépin              | Fondateur de ECA2                                                              |
| 13e (2007) | Bob Rogers              | Fondateur de BRC Imagination Arts                                              |
| 14e (2008) | Jack Rouse              | Fondateur de Jack Rouse Associates                                             |
| 15e (2009) | Robert Ward             | Cofondateur d'Universal Creative                                               |
| 16e (2010) | Mark Fuller             | Fondateur de WET Design                                                        |
| 17e (2011) | Kim Irvine              | Imagineer à Walt Disney Imagineering                                           |
| 18e (2012) | Joe Rohde               | Imagineer à Walt Disney Imagineering                                           |
| 19e (2013) | Frank Stanek            | Ancien cadre dirigeant de The Walt Disney Company et Universal Parks & Resorts |
| 20e (2014) | Garner Holt             | Fondateur de Garner Holt Productions                                           |
| 21e (2015) | Ron Miziker             | Fondateur du Miziker Entertainment Group                                       |
| 22e (2016) | Keith James             | Président directeur général de Jack Rouse Associates (JRA)                     |
| 23e (2017) | Jeremy Railton          | Président et fondateur de Entertainment Design Corporation                     |
| 24e (2018) | Phil Hettema            | Fondateur de Hettema Group                                                     |
| 25e (2019) | Mark Woodbury           | Vice-président de Universal Parks & Resorts et président de Universal Creative |
| 26e (2020) | Nancy Seruto            | Creative executive à Shanghai Disney Resort, Walt Disney Imagineering          |
| 27e (2021) | Bob Weis                | Président de Walt Disney Imagineering                                          |
| 28e (2022) | Doris Hardoon           | Walt Disney Imagineering                                                       |
| 29e (2023) | Roland Mack             | Fondateur et dirigeant associé d'Europa-Park                                   |
| 30e (2023) | Su Zhigang              | Président-directeur général du groupe Chimelong                                |

#### Thea Classic Award
Instauré lors de la quatrième édition des Thea Awards en 1997, le Thea Classic Award a pour objectif de reconnaître les réalisations qui, par leur qualité d'expérience et leur longévité, ont aidé à l'établissement des plus hauts standards d'excellence au sein de l'industrie du divertissement thématique. La principale condition d'attribution de ce prix est que le projet doit avoir engagé et divertit les visiteurs depuis plus de 25 ans.
| Édition    | Lauréat                                       | Commentaire                                                                         |
| ---------- | --------------------------------------------- | ----------------------------------------------------------------------------------- |
| 4e (1997)  | Pirates of the Carribean                      | Attraction ouverte en 1967 à Disneyland                                             |
| 5e (1998)  | Calico Mine Ride                              | Montagne russe ouverte en 1960 à Knott's Berry Farm                                 |
| 6e (1999)  | Haunted Mansion                               | Attraction ouverte en 1969 à Disneyland                                             |
| 7e (2000)  | Tivoli Gardens                                | Parc d'attractions ouvert en 1843                                                   |
| 8e (2001)  | Silver Dollar City                            | Parc d'attractions ouvert en 1960                                                   |
| 9e (2002)  | Studio Tour                                   | Attraction ouverte en 1915 à Universal Studios Hollywood                            |
| 10e (2003) | Knott’s Scary Farm                            | Événement Halloween annuel du parc d'attractions Knott's Berry Farm (lancé en 1973) |
| 11e (2005) | Efteling                                      | Parc à thèmes ouvert en 1952                                                        |
| 12e (2006) | Disneyland                                    | Parc à thèmes ouvert en 1955                                                        |
| 13e (2007) | Madame Tussauds                               | Musée de cire fondé en 1885 à Londres                                               |
| 14e (2008) | SeaWorld San Diego                            | Parc d'attractions ouvert en 1964                                                   |
| 15e (2009) | Epcot                                         | Parc à thèmes ouvert en 1982                                                        |
| 16e (2010) | Coal Mine                                     | Exposition interactive ouverte en 1933 au Museum of Science and Industry de Chicago |
| 17e (2011) | The Exploratorium                             | Musée ouvert en 1969 à San Francisco                                                |
| 18e (2012) | Puy du Fou / Cinéscénie                       | Parc à thèmes ouvert en 1989 / Spectacle nocturne présenté depuis 1978              |
| 19e (2013) | Europa-Park                                   | Parc à thèmes ouvert en 1975                                                        |
| 20e (2014) | Enchanted Tiki Room                           | Attraction ouverte en 1963 à Disneyland                                             |
| 21e (2015) | It's a small world                            | Attraction ouverte en 1966 à Disneyland                                             |
| 22e (2016) | Zoo de San Diego et San Diego Zoo Safari Park | Parcs zoologiques ouverts respectivement en 1916 et 1972                            |
| 23e (2017) | Waterworld: A Live Sea War Spectacular        | Spectacle des parcs Universals                                                      |
| 24e (2018) | Cedar Point                                   | Parc d'attractions ouvert en 1870                                                   |
| 25e (2019) | Dollywood                                     | Parc d'attractions ouvert en 1961                                                   |
| 26e (2020) | Pageant of the Masters                        | Festival annuel à Inverted Powered Coaster                                          |
| 27e (2021) | Pleasure Beach, Blackpool                     | Parc d'attractions ouvert en 1896                                                   |
| 28e (2022) | Night Safari                                  | Parc zoologique ouvert en 1994                                                      |
| 29e (2023) | Main Street Electrical Parade                 | Attraction ouverte en 1972 dans les parcs à thèmes Disney                           |
| 30e (2024) | Liseberg                                      | Parc d'attractions ouvert en 1923                                                   |

#### Thea Awards for Outstanding Achievements
Les deux premières éditions n'étaient composées que d'un seul prix.

##### Thea award 1996
La 3e édition a récompensé :
- Aquarium and Zoo : Ocean Base Atlantic, New Jersey State Aquarium
- Aquarium and Zoo : Wild Arctic, SeaWorld Orlando
- Spectacle : Waterworld: A Live Sea War Spectacular, Universal Studios Hollywood
- Spectaculaire : Fremont Street Experience, Las Vegas
- Restaurant thématique : Rainforest Cafe, Schaumburg, Illinois
- Attraction : Honey, I Shrunk The Audience, Epcot
- Attraction : Indiana Jones Adventure, The Temple of the Forbidden Eye, Disneyland
- Attraction : Mystery Lodge, Knott's Berry Farm
- Attraction : Space Mountain : De la Terre à la Lune, Disneyland Paris

##### Thea award 1997
La 4e édition a récompensé :
- Attraction : Terminator 2: 3D, The Battle Across Time, Universal Studios Florida
- Attraction : Villa Volta, Efteling, Pays-Bas
- Visitor Center : Daytona USA, Dayton Speedway, Floride
- Visitor Center : Apollo/Saturn V Center, Kennedy Space Center, Floride
- Boutique thématique : Warner Bros. Studio Store Expansion, New York
- Boutique thématique : Niketown New York, New York
- Restaurant thématique : Caesars Magical Empire, Caesars Palace, Las Vegas
- Spectaculaire : The Intergalactic Circus Spectacular, Lotte World, Séoul, Corée du Sud
- Excellence avec un budget restreint : Rock 'n Robin, Cinema World, Kamakura, Japon
- Excellence avec un budget restreint : Dark Castle, Fantasy Pointe, Nasu Highlands, Japon

##### Thea award 1998
La 5e édition a récompensé :
- Aquarium : Ripley's Aquarium, Myrtle Beach
- Attraction : Star Trek: The Experience, Las Vegas Hilton
- Casino : Space Quest Casino, Las Vegas Hilton
- Casino/Hôtel : New York-New York Hotel & Casino, Las Vegas
- Évènement spectaculaire : The Power of Houston
- Centre de divertissement familial : Coney Island Emporium, New York-New York Hotel and Casino, Las Vegas
- Live Show : Masquerade Show in the Sky, Rio All Suite Hotel and Casino, Las Vegas
- Museum : Royal Armouries Museum, Leeds, Royaume-Uni
- Excellence avec un budget restreint : Casino Adventure Slots
- Excellence avec un budget restreint : Themed Restaurant Encounter, Aéroport international de Los Angeles
- Excellence avec un budget restreint : Walk-through Attraction UFO Encounters

##### Thea award 1999
La 6e édition a récompensé :
- Attraction : It's Tough to be a Bug!, Disney's Animal Kingdom
- Attraction : Journey to Atlantis, SeaWorld Orlando
- Parc à thèmes : Disney's Animal Kingdom
- Centre de divertissement : DisneyQuest, Orlando
- Total Retail Experience : American Girl Place, Chicago
- Événement live spectaculaire : Acquamatrix Show à l'Expo '98
- Restaurant Cafe : Odyssey, Mall of America
- Spectacle : "O" - Cirque du Soleil, Las Vegas
- Total Entertainment - Retail : Viejas Outlet Center and Legend of Nightfire Fountain Show
- Attraction touristique : Titanic Official Movie Tour
- Attraction touristique : Robot Zoo, Toronto, Canada
- Excellence avec un budget restreint - Attraction : M&M's Academy, Las Vegas
- Excellence avec un budget restreint - Attraction : Hotel Gasten, Liseberg, Suède

##### Thea award 2000
La 7e édition a récompensé :
- Attraction : The Forest[7]
- Attraction : The Amazing Adventures of Spider-Man à Universal's Islands of Adventure
- Attraction : James Cameron's Titanic: The Experience
- Musée : The Palmach Museum
- Événement spectaculaire : « The Year 2000 Starting Signal » Millennium Pyro Ballet
- Excellence avec un budget restreint : Trial By Fire, National Museum of the Civil War Soldier, Virginie
- Progrès technologique : Richmond Sound Design Ltd's AudioBox
- Parc à thèmes : Universal's Islands of Adventure à Universal Orlando
- Expérience : COSI Columbus, Columbus, Ohio
- Événement live : FiestAventura à Universal Studios Port Aventura
- Corporate Branding Experience : Test Track présenté par General Motors
- Lifestyle : Gold's Gym presents HEROES - Health, Fitness and Beyond
- Restaurant thématique : Animator's Palate, Disney Cruise Line
- Hôtel : Atlantis Paradise Island, Paradise Island

##### Thea award 2001
La 8e édition a récompensé :
- Attraction : Millennium Village Event
- Attraction : Pirates of the Caribbean: Battle of the Buccaneer Gold
- Événement spectaculaire : Cérémonie d'ouverture des Jeux olympiques d'été de 2000, Sydney
- Centre touristique : Great Platte River Road Archway Monument
- Attraction : Flying Super Saturator, Carowinds
- Attraction : Men in Black: Alien Attack
- Parc sur la mer : Discovery Cove
- Spectacle son et lumière : Lights of Liberty Show, Philadelphie
- Centre touristique : HollandRama
- Parc à thèmes : Kid's City / La Ciudad de los Niños
- Boutique thématisée : Desert Passage, Aladdin hotel and casino, Las Vegas
- Corporate Land : Volkswagen Autostadt
- Réalisation avec budget restreint : Exploration in the New Millennium
- Réalisation avec budget restreint : L'Oxygénarium, Parc Astérix
- Progrès technologique : Stealth, Carowinds premières montagnes russes volantes au monde
- Progrès technologique : Disney's FastPass

##### Thea award 2002
La 9e édition a récompensé :
- Prix spécial : Les frères Sherman
- Aquarium : Les Mysteres de la Mer, Grand aquarium Saint-Malo
- Création d'une icône : London Eye, Londres
- Attraction : Animation Celebration, Universal Studios Japan
- Attraction : Disney Animation, Disney California Adventure
- Attraction : Soarin' Over California, Disney California Adventure
- Budget limité : FDNY Fire Zone, New York
- Musée/Attraction : Star of Destiny Theater, Texas State History Museum
- Rethématisation : Busch Gardens Williamsburg : Irlande
- Technologie : Media Pro 4 000
- Hôtel : Disney's Animal Kingdom Lodge, Orlando
- Parc à thème : Tokyo DisneySea
- Exposition itinérante : Chicano Now: American Expressions
- Parc aquatique : Schlitterbahn, South Padre Island, Texas
- Zoo : Texas Wild ! Fort Worth Zoo

##### Thea award 2003
La 10e édition a récompensé :
- Prix spécial : Parcs Legoland
- Attraction : CinéMagique, Walt Disney Studios, Disneyland Resort Paris
- Attraction : Templo Del Fuego, Universal's Port Aventura, Espagne
- Attraction : Tomb Raider: The Ride, Paramount's Kings Island
- Technologie : Stitch's Photo Phone, Walt Disney Imagineering
- Rethématisation d'une attraction : Haunted Mansion Holiday, Disneyland
- Évènement spectaculaire : Cérémonie d'ouverture des Jeux olympiques d'hiver de 2002, Salt Lake City
- Librairie : Cerritos Library, Cerritos, Californie
- Budget limité : The Great Barn, Stone Mountain Park, Georgie
- Spectacle live : Luz y Voces del Tajin, Veracruz, Mexico
- Boutiques thématisées : The Grove, Caruso Affiliated Holdings, Los Angeles, Californie
- Centre touristique : Die Gläserne Manufaktur Dresden (Volkswagen), Allemagne
- Centre touristique : Guinness Storehouse, Dublin, Irlande

##### Thea award 2005
La 11e édition a récompensé :
- Attraction : Revenge of the Mummy, Universal Studios Florida
- Attraction : Challenge of Tutankhamon, Walibi Belgium
- Attraction avec progrès technologique : Mission : Space, Epcot, Walt Disney World Resort, Orlando
- Technologie : Lucky le Dinosaure, Walt Disney Imagineering
- Spectacle live : Disney's Aladdin: A Musical Spectacular, Disneyland, Anaheim
- Musée/Attraction : Freedom Rising, National Constitution Center, Philadelphie
- Musée pour enfants avec budget restreint : The Imagination Workshop, Temecula, Californie
- Musée : The Spy Museum, Washington; The Malrite Company
- Centre touristique : The Ford Rouge Factory Tour, Dearborn, Michigan; Ford Motor Company
- Parc sur la mer : UShaka Marine World, Durban, Afrique du Sud
- Exposition itinérante : Jurassic Park Institute Tour, Japon; Nakashima International.
- Exposition itinérante : Action ! An Adventure in Moviemaking, Museum of Science and Industry, Chicago
- Exposition avec budget restreint : Health Royale, The Avampato Discovery Museum, Charleston, Virginie occidentale
- Extreme Makeover : Greenfield Village, The Henry Ford, Dearborn, Michigan

##### Thea award 2006
La 12e édition a récompensé :
- Centre touristique : Olympic Spirit Toronto
- Réthématisation avec budget restreint : Ice Age Adventure !, Movie Park Germany
- Centre culturel : Images of Singapore à Sentosa
- Évènement spectaculaire : Cérémonie d'ouverture des Jeux olympiques d'été de 2004, Athènes
- Budget restreint : Dodge Wild Earth au Zoo de Philadelphie
- Musée : Abraham Lincoln Presidential Library and Museum
- Exposition : The Churchill Lifeline Table
- Spectacle : Remember... Dreams Come True, Disneyland
- Technologie : Technologie interactive de MagiQuest
- Attraction : The Curse of DarKastle, Busch Gardens Williamsburg
- Spectacle live : Fear Factor Live, Universal Studios Florida

##### Thea award 2007
La 13e édition a récompensé :
- Musée : Ashes and Snow
- Spectacle live : BELIEVE, SeaWorld
- Centre commercial : Boulangerie Boudin, San Francisco
- Attraction : Expedition Everest, Disney's Animal Kingdom
- Aquarium : Aquarium de Géorgie, Atlanta
- Simulation d'expérience : The Great Glass Elevator, Charlie and The Chocolate Factory, Alton Towers
- Musée pour enfants : Kidspace Children's Museum, Pasadena, Californie
- Évènement live : « Move, Life » Pavilion Toyota, Exposition spécialisée de 2005
- Aquarium Exposition/Budget restreint : The Real-Cost Cafe, Aquarium de la baie de Monterey
- Musée touristique : Robots: The Interactive Exhibit
- Attraction : Ski Dubaï, Mall of the Emirates, Dubaï
- Exposition : U-505 Submarine Exhibit
- Zoo : Zoomazium, Woodland Park Zoo

##### Thea award 2008
La 14e édition a récompensé :
- Attraction : Shuttle Launch Experience, Kennedy Space Center[10]
- Attraction/Budget restreint : Awakening of the Temple, Aztec on the river
- Attraction rethématisée : Finding Nemo Submarine Voyage, Disneyland
- Expérience : Battle Stations 21, United States Navy
- Aventure interactive : Kim Possible World Showcase Adventure, Walt Disney World Resort
- Réalisation technique : KÀ par le Cirque du Soleil
- Centre scientifique/Budget restreint : Cosmos à Castle, Blackrock Castle Observatory
- Exposition avec budget restreint : Cleveland Avenue Time Machine, Troy University's Rosa Parks Library and Museum
- Exposition itinérante avec budget restreint : CSI: The Experience
- Exposition : Noah's ark à Skirball, Los Angeles
- Musée : Discovering the Real George Washington, Mount Vernon
- Heritage Center : Chain of Generations Center, Jérusalem
- Évènement spectaculaire : Songs of the Sea, Sentosa
- Exposition itinérante avec budget restreint : Walking with Dinosaurs: The Live Experience
- Évènement spectaculaire : Peter Pan's Neverland, Universal Studios Japan

##### Thea award 2009
La 15e édition a récompensé :
- Musée : National Museum of the Marine Corps, Virginie
- Musée : Newseum
- Exposition : Operation Spy, An Interactive Adventure à l'International Spy Museum
- Exposition avec budget restreint : Force of Natures à l'Arizona Science Center
- Expérience d'apprentissage : Air Force One Discovery Center au Ronald Reagan Presidential Library
- Centre scientifique : Audubon Insectarium
- Spectacle live : Finding Nemo - The Musical, Disney's Animal Kingdom
- Spectacle live : The Legend of Mythica, Tokyo DisneySea
- Évènement spectaculaire : Cérémonie d'ouverture des Jeux olympiques d'été de 2008
- Casino/Attraction : Tree of Prosperity de Wynn Macao
- Technique : Muppet Mobile Lab, Hong Kong Disneyland
- Nouvelle zone de parc : Jungala à Busch Gardens Africa
- Attraction avec budget restreint : BeWILDerwood
- Attraction avec budget restreint : Molenheide The Forgotten Mine à Houthalen-Helchteren, Belgique
- Attraction : The Simpsons Ride à Universal Studios Florida et Universal Studios Hollywood

##### Thea award 2010
La 16e édition a récompensé :
- Attraction : Toy Story Midway Mania, Disney's California Adventure et Disney's Hollywood Studios à Walt Disney World Resort
- Attraction : Dragon's Treasure Show, City of Dreams, Macau
- Rethématisation d'attraction : Disaster! à Universal Studios Hollywood
- Musée : The Museum à Bethel Woods, New York
- Musée : Please Touch Museum, Philadelphie
- Exposition itinérante : America I Am: The African American Imprint
- Centre scientifique : Skyscraper ! Achievement and Impact, Liberty Science Center, Parc d'État Liberty, Jersey City
- Zoo avec un budget restreint : McNeil Avian Center, Zoo de Philadelphie
- Spectacle live : Tea Show à OCT East Resort, Shenzhen, Chine
- Musée/Expérience : Heineken Experience, Amsterdam

##### Thea award 2011
La 17e édition a récompensé :
- Pavillon d'exposition : Along the River During the Qingming Festival, Pavilion de la Chine, Shanghai Expo 2010
- Intégration de technologie et de d'histoire : ICT Mobile Device, Information and Communications Pavilion, Shanghai Expo 2010
- Musée : The National Infantry Museum, Columbus, Géorgie, États-Unis
- Musée : Walt Disney Family Museum, San Francisco, États-Unis
- Musée : Glasnevin Museum, Dublin, Irlande
- Évènement promotionnel : Flynn Lives, ComiCon 2010 San Diego, Californie, États-Unis
- Musée/Centre scientifique : Science Storms, Museum of Science and Industry, Chicago, États-Unis
- Spectacle live : Disney's World of Color, Disney California Adventure, Anaheim, États-Unis
- Musée/Expérience : Beyond All Boundaries, Solomon Victory Theater, National World War II Museum, La Nouvelle-Orléans, États-Unis
- Nouvelle zone de parc à thème : The Wizarding World of Harry Potter, Universal's Islands of Adventure, États-Unis
- Intégration thématique de boutiques et snacks : The Wizarding World of Harry Potter, Universal's Islands of Adventure, États-Unis
- Attraction : Harry Potter and the Forbidden Journey, Universal's Islands of Adventure, États-Unis
- Réalisation technique : Harry Potter and the Forbidden Journey, Universal's Islands of Adventure, États-Unis

##### Thea award 2012
La 18e édition a récompensé :
- Attraction : Space Fantasy: The Ride à Universal Studios Japan, Japon
- Attraction : Arthur, l'Aventure 4D au Futuroscope, France
- Attraction à budget limité : Barnas Brannstasjon (Caserne pompier pour enfants) à Kongeparken, Norvège
- Réhabilitation d'attraction : Star Tours: The Adventures Continue à Disneyland et Disney's Hollywood Studios, États-Unis
- Musée/Exposition : NatureQuest au musée d'histoire naturelle Fernbank, Atlanta, États-Unis
- Musée/Exposition : YOU ! The Experience au Museum of Science and Industry, Chicago, États-Unis
- Attraction de centre scientifique : The Changing Climate Show à Science Nord, Canada
- Attraction sur l'héritage culturel : Ghost of the Castle au Old Louisiana State Capitol, États-Unis
- Spectacle : Crane Dance à Resorts World Sentosa
- Spectacle : The Magic, The Memories, and You! au Magic Kingdom, États-Unis
- Spectacle live : Yo México, Célébration du centenaire de la révolution mexicaine, Mexico, Mexique
- Spectacle live : The House of Dancing Water dans le casino City of Dreams, Macao, Chine
- Restaurant thématique : FoodLoop à Europa-Park, Allemagne
- Réalisation technique : Animation Magic à bord du Disney Cruise Line - Disney Fantasy.

##### Thea award 2013
La 19e édition a récompensé :
- Spectacle : The Big-O show à Yeosu 2012 International Expo, Corée du Sud
- Attraction : Radiator Springs Racers à Disney California Adventure, Anaheim, États-Unis
- Attraction : Transformers: The Ride à Universal Studios Singapore et Universal Studios Hollywood
- Nouvelle zone thématique : Cars Land à Disney California Adventure, Anaheim, États-Unis
- Musée : Panthéon des sports canadiens, Calgary, Canada
- Spectacle : Aquanura à Efteling, Kaatsheuvel, Pays-Bas
- Réalisation technologique : Tait Pixel Tablets
- Studio Tour : Warner Bros. Studio Tour London - The Making of Harry Potter, Leavesden, Angleterre
- Resort Hotel : Disney Aulani Resort, Ko Olina Resort, Oahu, Hawaï
- Restaurant à thème : Carthay Circle Restaurant and Lounge à Disney California Adventure, Anaheim, États-Unis
- TEA Distinguished Service Honoree : Judith Rubin

##### Thea award 2014
La 20e édition a récompensé :
- Réalisation technologique : Revolution Tru-Trackless Ride System par Oceaneering Entertainment Systems
- Jardin botanique : Gardens by the Bay, Singapour
- Spectacle : Michael Jackson: One à l'hôtel Mandalay Bay, Las Vegas, États-Unis
- Rencontre de personnages : Enchanted Tales with Belle à Walt Disney World's Magic Kingdom, Orlando, États-Unis
- Musée scientifique : The Mind Museum, Taguig City, Philippines
- Unique Art Installation : Carrousel des Machines de l'île, Nantes, France
- Revitalisation d'attraction : Polynesian Cultural Center, Oahu, Hawaï
- Simulateur 4D avec un budget limité : De Vuurproef, Het Spoorwegmuseum, Utrecht, Pays-Bas
- Attraction : Mystic Manor à Hong Kong Disneyland, Hong Kong
- Visitor Center : Titanic Belfast, Irlande du Nord
- Spectacle Live à budget limité : The Song of an Angel à Universal Studios Japan, Osaka, Japon
- TEA Distinguished Service Honoree : Karen McGee

##### Thea award 2015
La 21e édition a récompensé :
- Thea Paragon Award : The Wizarding World of Harry Potter: Diagon Alley à Universal Studios Floride, Orlando, États-Unis
- Attraction : Harry Potter and the Escape from Gringotts, Universal Studios Floride, Orlando, États-Unis
- Excellence technique : Interactive Wands à The Wizarding World of Harry Potter, Universal Studios Floride, Orlando, États-Unis
- Nouvelle zone thématique : Graatassland ("The Land of the Little Grey Tractor") à Kongeparken, Ålgård, Norvège
- Spectacle live : The Grand Hall Experience à Union Station, St. Louis, États-Unis
- Attraction interactive à budget limité : Wilderness Explorers à Disney's Animal Kingdom, Walt Disney World, Orlando, États-Unis
- Musée/exposition à budget limité : Nature Lab, Musée d'histoire naturelle du comté de Los Angeles, Los Angeles, États-Unis
- Spectacle : Wings of Time à Sentosa Island, Singapour
- Corporate Brand-Land : The StoryGarden à The Amorepacific Beauty Campus, Gyeonggi-do, Corée du Sud
- Restaurant thématique : Bistrot Chez Remy aux Walt Disney Studios Park, Disneyland Paris, France
- Parc à thèmes : Chimelong Ocean Kingdom, Hengqin, Zhuhai, Chine
- Extraordinary Cultural Achievement : Mémorial du 11 Septembre, New York City, États-Unis
- Musée : Musée municipal de La Haye, La Haye, Pays-Bas
- Attraction : La Machine à voyager dans le temps au Parc du Futuroscope, Poitiers, France
- TEA Distinguished Service Honoree : Pat MacKay

##### Thea award 2016
La 22e édition a récompensé :
- Attraction : One World Observatory, New York City, États-Unis
- Attraction : SpongeBob SubPants Adventure à Moody Gardens, Galveston, États-Unis
- Attraction à budget limité : Les Amoureux de Verdun au Puy du Fou, Les Epesses, France
- Attraction interactive à budget limité : Foresta Lumina, Parc de la Gorge de Coaticook, Coaticook, Québec, Canada
- Jardin scientifique : Rory Meyers Children's Adventure Garden, Dallas Arboretum and Botanical Garden, États-Unis
- Musée/Exposition : Alexander McQueen: Savage Beauty à Victoria and Albert Museum, Londres, Royaume-Uni
- Science/Discovery Experience on a Limited Budget: Inspector Training Course, Discovery Cube Los Angeles, États-Unis
- Événement : Fountain of Dreams à Wuyishan, Fujian, Chine
- Parade : Paint the Night, Hong Kong Disneyland et Disneyland (Anaheim)
- Réalisation technologique : Gantom Torch Technology
- Réalisation technologique : Geppetto Animation Control System
- Brand Experience : Manufacturing Innovation Ford Rouge Factory Tour, The Henry Ford, Dearborn, États-Unis
- Réhabilitation de Visitor Center : Moments of Happiness à World of Coca-Cola, Atlanta, États-Unis
- Experience Média environnemental : Integrated Environmental Media System à l'Aéroport international de Los Angeles, États-Unis
- TEA Distinguished Service Honoree : John Robinett

##### Thea award 2017
La 23e édition a récompensé :
- Attraction : Pirates of the Caribbean: Battle for the Sunken Treasure, Shanghai Disneyland, Chine
- Attraction : Camp Discovery, Shanghai Disneyland, Chine
- Attraction : 5D Castle Theater, Chimelong Ocean Kingdom, Zhuhai, Chine
- Connected Immersion : Ghost Post à Haunted Mansion, Disneyland, États-Unis
- Connected Immersion avec un budget limité : Meow Wolf House of Eternal Return, Santa Fe, Nouveau Mexique, États-Unis
- Destination Eco-friendly : Center Parcs Domaine du Bois aux Daims, Les Trois-Moutiers, France
- Spectacle live : Le Dernier Panache au Puy du Fou, Les Epesses, France
- Système de transport innovant : Mack Rides pour le modèle Inverted Powered Coaster
- Musée/Exposition : Touring: Meet Vincent van Gogh Experience, Amsterdam, Pays-Bas
- Technologie : Slideboarding de WhiteWater West
- Connected Immersion in Education: Senate Immersion Module à l'Edward M. Kennedy Institute for the United States Senate, Boston, États-Unis
- Expérience gastronomique : Springfield, Universal Studios Hollywood, États-Unis
- Musée/Exposition à budget limité : TRANSFORMATIONS, Museum of Latin American Art, Long Beach, Californie, États-Unis
- Peter Chernack Distinguished Service Award : Peter Chernack, The Chernack Group

##### Thea award 2018
La 24e édition a récompensé :
- Attraction : Symbolica: The Palace of Fantasy à Efteling, Pays-Bas
- Attraction : Avatar Flight of Passage, Disney's Animal Kingdom, Orlando, Floride, États-Unis
- Connected Immersion avec un budget limité : Ghost Town Alive! à Knott's Berry Farm, Buena Park, Californie, États-Unis
- Theme park area development : Pandora: The World of Avatar, Disney's Animal Kingdom, Orlando, Floride, États-Unis
- Réhabilitation d'un musée : Rainis' Museum Tadenava, Lettonie
- Musée/Exposition : Gallipoli: The scale of our war à Museum of New Zealand Te Papa Tongarewa, Wellington, Nouvelle Zélande
- Heritage Visitor Center à budget limité : Citadelle de Gozo, Île de Gozo, Malte
- Événement : Carrières de Lumières, Les Baux-de-Provence, France
- Événement : Aura, Basilique Notre-Dame de Montréal, Canada
- Technologie innovante : 3D Live - "Holographic" 3D LED Display : New Earth à California's Great America, Santa Clara, Californie, États-Unis
- Brand Experience : Jameson Distillery Bow St., Dublin, Irlande
- Connected Immersion : Sleep No More, Shanghai, Chine
- Spectacle live : Chimelong Ocean Kingdom's Journey of Lights Parade, Chimelong Ocean Kingdom, Zhuhai, Chine
- Attraction Reimagining : Frozen Ever After à Epcot, Orlando, Floride, États-Unis
- Attraction Reimagining : Guardians of the Galaxy – Mission: Breakout! à Disney California Adventure, Disneyland Resort, États-Unis
- Nouvelle zone thématique : DreamWorks Animation Zone à Motiongate Dubai à Dubai Parks and Resorts, Émirats arabes unis
- Musée : Musée national de l’histoire et de la culture afro-américaines, Washington DC, États-Unis
- Peter Chernack Distinguished Service Award : Joe Fox, PMP, Senior project engineer, Birket Engineering
- Peter Chernack Distinguished Service Award : Annika Oetken

##### Thea award 2019
La 25e édition a récompensé :
- Attraction : Justice League: Battle for Metropolis, Six Flags Magic Mountain, Valencia, Californie, États-Unis
- Attraction : SlideWheel, Chimelong Water Park, Guangzhou, Chine
- Attraction à budget limité : Bazyliszek, Legendia, Chorzow, Pologne
- Musée à budget limité : Be Washington: It's Your Turn to Lead, Mount Vernon, Virginie, États-Unis
- Connected Immersion, Digital Art : MORI Building DIGITAL ART MUSEUM: teamLab Borderless au musée d'Art Mori, Tokyo, Japon
- Musée à budget limité : The Evel Knievel Museum, Topeka, Kansas, États-Unis
- Parc à thème : Fantawild Oriental Heritage, Xiamen, Chine
- Connected Immersion, Digital Overlay : ILLUMINATIONS: human/nature, Banff Centre for Arts and Creativity, Parc national de Banff, Alberta, Canada; et le Parc urbain national de la Rouge, Toronto, Canada
- Brand Center: LEGO House A/S, Billund, Danemark
- Attraction réhabilitée : Nemo & Friends SeaRider, Tokyo DisneySea, Japon
- Spectacle live : Legend of Camel Bells à the Huaxia Cultural Tourism Resort, Xi'an, Chine
- Spectacle live : Universal Spectacle Night Parade à Universal Studios Japan, Osaka, Japon
- Parc à thème aquatique : Volcano Bay, Universal Orlando Resort, Orlando, Floride
- Innovation technique : Intel Shooting Star Drone System
- Peter Chernack Distinguished Service Award : Michel Linet-Frion, Directeur créatif & Innovation chez Pierre & Vacances Développement

##### Thea awards 2020
La 26e édition a récompensé :
- Attraction : Hagrid's Magical Creatures Motorbike Adventure, Universal's Islands of Adventure, États-Unis
- Parc à thèmes : Warner Bros. World Abu Dhabi, Émirats arabes unis
- Musée à budget limité : The Cool Planet Experience, Irlande
- Family Entertainment Center : Wonderbox à Paradise City, Corée du Sud
- Réhabilitation de musée : Fram Museum, Oslo, Norvège
- Exposition de musée : The Hebrew Bible Experience, Museum of the Bible, Washington DC, États-Unis
- Connected Immersion : Jeff Wayne’s Musical Version of The War of the Worlds, Londres, Angleterre
- Connected Immersion avec un budget limité : Poverty Encounter, Children's Hunger Fund, États-Unis
- Attraction à budget limité : Popcorn Revenge, Walibi Belgium, Belgique
- Brand Experience : The Google Assistant Ride, 2019 CES Trade Show, Las Vegas, États-Unis
- Attraction : Le Premier Royaume, Puy du Fou, France (Attraction)
- Spectacle Live : The Legend of the Gods, Huaxiacheng Tourism Scenic Area, Weihai Huaxia City, Chine
- Attraction : Millennium Falcon: Smugglers Run, Disneyland, États-Unis
- Nouvelle zone de parc à thèmes : Star Wars: Galaxy’s Edge, Disneyland, États-Unis
- Innovation technique : Christie Eclipse 4K RGB Pure Laser Projector
- TEA Peter Chernack Distinguished Service Award : Wendy Heimann-Nunes - Nolan Heimann LLP

##### Thea awards 2021
La 27e édition a récompensé :
- Attraction : Sesame Street: Street Mission, PortAventura World, Espagne
- Attraction : The Twilight Saga: Midnight Ride, Lionsgate Entertainment World, Chine
- Attraction : Mickey & Minnie's Runaway Railway, Disney's Hollywood Studios, États-Unis
- Attraction : Star Wars: Rise of the Resistance, Disney's Hollywood Studios et Disneyland, États-Unis
- Attraction à budget limité : Snorri Touren, Europa-Park, Allemagne
- Spectacle live : Qu Yuan, Jingzhou Oriental Heritage Park, Chine
- Spectacle live : The Bourne Stuntacular, Universal Studios Florida, États-Unis
- Innovation technique : Système de dôme LED ARGUS par Lupo (Chine)
- Exposition itinérante, budget limité : Amazing Pollinators
- Connected / Immersive Storytelling : The Nest, Los Angeles, États-Unis
- Conception immersive pour les clients ayant des besoins spécifiques : DREAM Center, Chailey Heritage Foundation, Royaume-Uni
- Exposition : «Becoming Jane: The Evolution of Dr. Jane Goodall», National Geographic Museum, Washington DC, États-Unis
- Hôtel : Les Quais de Lutèce, Parc Astérix, France
- Innovation technologique d'importance industrielle : TAIT Navigator Automation and Show Control Platform
- Expérience, budget limité : Aquarium de Saint-Louis, Saint-Louis, Missouri, États-Unis
- Expérience sur site aéroportuaire : Aéroport Jewel Changi, Singapour
- TEA Distinguished Service Honoree : Dale Sprague – Canyon Creative

##### Thea awards 2022
La 28e édition a récompensé :
- Attraction : The Secret Life of Pets: Off the Leash, Universal Studios Hollywood, États-Unis
- Attraction : Level 99, Natick, Massachusetts, États-Unis
- Attraction à budget limité : Reodor Felgen's Hyperakselerator, Hunderfossen Familie Park, Fåberg, Norvège
- Spectacle live à budget limité : Bastogne: The Roads to Freedom, Belgique
- Innovation technique : Stuntronics Aerial Robotics Technology, Anaheim, Californie, États-Unis
- Innovation technique : Mario Kart AR Themed Ride Technology, Osaka, Japon
- Zoo : Elephant Springs, Fort Worth Zoo, Texas, États-Unis
- Experience immersive à budget limité : Symphony: A Virtual Journey into the Heart of Music, Barcelone, Espagne
- Themed Retail à budget limité : Gideon's Bakehouse, Disney Springs, Orlando, États-Unis
- Expérience d'apprentissage inspirante à budget limité : Animakerspace, États-Unis
- Musée à budget limité : BOOM! Britannia Mine Museum, Britannia Beach, Canada
- Experience : Weta Workshop Unleashed, Auckland, Nouvelle-Zélande
- Zone de parc à thèmes : Super Nintendo World, Universal Studios Japan, Osaka, Japon
- TEA Peter Chernack Distinguished Service Award : Lynn Allmandinger
- Heritage Center, budget limité : Indigenous Peoples Experience, Edmonton, Alberta, Canada

##### Thea awards 2023
La 29e édition a récompensé :
- Attraction : Chasseurs de Tornades, Compagnie des Alpes, Futuroscope, France
- Attraction : Jurassic World Adventure, Universal Destinations & Experiences, Universal Studios Beijing, Chine
- Attraction : Underlandet, Liseberg, Suède
- Connected Immersion : JUMP by Limitless Flight, Bluffdale, Utah, États-Unis
- Immersive Dining Experience à budget limité : Absurdities Vol. 1, Andsoforth, Singapour
- Immersive Live Experience : Particle Ink: Speed of Dark, KALEIDOCO, Las Vegas, États-Unis
- Spectacle live : How to Train Your Dragon: Untrainable, Universal Destinations & Experiences, Universal Studios Beijing, Chine
- Science Center : Shanghai Astronomy Museum, Shanghai
- Musée à budget limité : The Irish Racehorse Experience, Irish National Stud & Gardens Co, Kildare, Irlande
- Historical Experience à budget limité : QUAKE, Lisbon Earthquake Center, Lisbone, Portugal
- Brand Experience : Star Wars: Galactic Starcruiser, Disney Parks, Experiences and Products, Walt Disney World
- Parc à thème : Universal Studios Beijing, Universal Destinations & Experiences, Pékin, Chine
- Technologie : Beaudry Interactive, Los Angeles, États-Unis

##### Thea awards 2024
La 30e édition a récompensé :
- Parc marin en intérieur : SeaWorld Abu Dhabi, Yas Island, Abu Dhabi, Émirats Arabes Unis
- Attraction : Bermuda Storm, Chimelong Spaceship, Zhuhai, Chine
- Attraction : Guardians of the Galaxy: Cosmic Rewind, EPCOT, Lake Buena Vista, Floride, États-Unis
- Attraction à budget limité, Musikkfabrikken Hunderfossen, Hunderfossen Eventyrpark, Lillehammer, Norvège
- Brand Experience : Johnnie Walker Princes Street, Edinburgh, Écosse, Royaume-Uni
- Retail experience à budget limité : Disney Encanto x CAMP, New York, États-Unis
- Spectacle live : Geneva Journey, Genève, Suisse
- Spectacle live : Le Mime et l'Étoile, Puy du Fou, France
- Visitor Experience Re-envisioned à budget limité : Titanic Belfast, Belfast, Irlande du Nord
- Immersive Mall Experience : AURA: The Forest at the Edge of the Sky, Haikou International Duty-Free Shopping Complex, Haikou, Chine
- Live Interactive Experience : Peaky Blinders: The Rise, Camden Stables Market, Londres, Royaume-Uni
- Museum Attraction à budget limité : Deutschlandmuseum, Berlin, Allemagne
- Extended Reality Exhibit : Colored (Noire) : Centre Georges Pompidou, Paris, France
- Experiential Dining Attraction : Eatrenalin, Europa-Park, Allemagne